# Gasny
Gasny es una localidad y comuna francesa situada en la región de Alta Normandía, departamento de Eure, en el distrito de Les Andelys y cantón de Écos.

## Demografía
| 990 | 1105 | 1052 | 1091 | 1186 | 1182 | 1170 | 1136 | 1040 | 974 | 897 | 836 | 830 | 801 | 822 | 863 | 823 | 904 | 848 | 907 | 877 | 914 | 935 | 930 | 949 | 1066 | 1327 | 1645 | 2040 | 2638 | 2957 | 2941 |
| Para los censos de 1962 a 1999 la población legal corresponde a la población sin duplicidades (Fuente: INSEE [Consultar]) |      |      |      |      |      |      |      |      |     |     |     |     |     |     |     |     |     |     |     |     |     |     |     |     |      |      |      |      |      |      |      |

Gráfico de evolución demográfica de la comuna desde 1793 hasta 1999

## Administración

### Alcaldes
- Desde marzo de 2008: Pascal Jolly
- Desde marzo de 2001 hasta marzo de 2008: Claude Pichon
- Desde junio de 1995 hasta marzo de 2001: Jean-Baptiste Le Clair

### Entidades intercomunales
Gasny está integrada en la Communauté d'agglomération des Portes de l'Eure. Además forma parte de diversos sindicatos intercomunales para la prestación de diversos servicios públicos:
- Syndicat Mixte Gestion Animation Entretien Voie Verte Vallée Epte
- Syndicat intercommunal de gestion et de construction des équipements sportifs de Vernon
- Syndicat de l'électricité et du gaz de l'Eure (SIEGE)
- Syndicat intercommunal et interdépartemental de la vallée de l'Epte (SIIVE)

### Riesgos
La prefectura del departamento de Eure incluye la comuna en la previsión de riesgos mayores por inundaciones.

## Personajes vinculados
- San Nicasio, considerado el primer arzobispo de Ruan y apóstol de Neustria, estaría enterrado en Gasny.